# Хрустальный лабиринт
Хрустальный лабиринт (The Crystal Maze) — британское телевизионное игровое шоу производства Chatsworth Television, транслируемое на канале «Channel 4» с 15 февраля 1990 по 10 августа 1995 года, и возобновлённое в октябре 2016 по настоящее время. В год выходило по одному сезону, первые четыре сезона ведущим был Ричард О’Брайен, последующие два — Эд Тьюдор-Пол, возобновлённые — Ричард Айоади. Продолжительность каждого эпизода составляла один час, включая рекламу. Повторы эпизодов часто показывали на каналах цифрового телевидения, наиболее часто на «Ftn» и «Challenge» в январе 2007 года. В России шоу транслировалось на ТНТ (1998–1999 по субботам в 12:30, позже в 10:00).
Команда из шести человек принимает участие в серии испытаний в различных пространственно-временных «зонах», выигрывая «кристаллы времени». Каждый кристалл даёт команде пять секунд внутри «Хрустального купола».

## Формат игры

### Лабиринт
Лабиринт состоит из четырёх зон, представляющих собой разные локации и временные периоды:
- «ацтеки» (руины древнего поселения);
- «будущее» (космическая станция);
- «средневековье» (часть замка, в котором по легенде жил хозяин лабиринта);
- «промзона» (химический завод наших дней, 1-3 сезон);
- «океан» (затонувший океанский лайнер «Атлантис», 4-6 сезон);
- «восток» (восточно-азиатский храм, начиная с 11 сезона).

| сезон  | используемые зоны                     |
| ------ | ------------------------------------- |
| 1–3    | ацтеки будущее средневековье промзона |
| 4–6    | ацтеки будущее средневековье океан    |
| 7–10   | ацтеки будущее средневековье промзона |
| 11–... | ацтеки будущее восток промзона        |

Зоны игры как таковым лабиринтом не являются, а представляют собой четыре сектора, связанных между собой переходами. В центре лабиринта находится «Хрустальный купол» — гигантский кристалл из акрилового стекла, в котором команды проходят последнее испытание после завершения всех четырёх секторов.

### Команда
Команду составляют трое мужчин и три женщины (в том числе капитан команды и вице-капитан) в возрасте от 16 до 40 лет. Команды отбирались в Четсворте по индивидуальным заявкам (в отличие от «Форта Байяр», в котором команды набирались командными заявками); для финальной серии игры поступило 38 тысяч заявок. Участники встречаются друг с другом в первый раз лишь за день до съёмок.
Игра начинается в каком-либо из секторов, затем команда проходит три или четыре испытания разных типов в каждом секторе, продвигаясь по лабиринту по или против часовой стрелки. Заключительным этапом является Хрустальный купол.

### Цель игры
Цель игры — собрать как можно больше «хрустальных шаров» (стеклянные «кристаллы сваровски» размером с шары для гольфа). Победа в каждой игре вознаграждается одним шаром. В заключительном испытании (в Хрустальном куполе), чтобы выиграть главный приз, команда должна собрать как можно больше «золотых купонов». Каждый выигранный «хрустальный шар» давал команде 5 секунд времени в Куполе.

### Игры
Перед каждой игрой капитан команды (или вице-капитан, когда капитан в плену) выбирает тип игры и члена команды, который будет в ней участвовать.
Типы игр:
- Игры на ловкость (испытания на ловкость и точность): стрельба по мишеням, управление радиоуправляемыми автомоделями, тесты на координацию и пр.
- Физические игры (испытания скорости реакции и силы): задания на разрушение требуемой цели, прохождение комнаты без касания пола, преодоление препятствий и водяных преград, а также тесты на выносливость.
- Интеллектуальные игры: различные геометрические головоломки, набор загадок от Мамзи, игры в ассоциации, решение математических уравнений и пр.
- Игры-загадки: охота за сокровищами, головоломки по типу «пятнашек», поиск кристалла, находящегося в комнате, с использованием подсказок.

Перед тем как участник начинает задание, ведущий уведомляет его о времени или специальных правилах (например, автоматическое пленение при каких-либо условиях). Как только дверь за игроком закрывается, ведущий включает таймер. С помощью мониторов или окон в стенах остальные игроки могут видеть, что происходит в комнате, и давать подсказки (исключая некоторые интеллектуальные игры). При успешно решённой головоломке освобождается шар.

### Плен
Главная опасность для игроков — риск быть запертым в комнате. Причины могли быть следующими:
- Игрок не вышел из комнаты за отведённое время. Каждая игра имеет временное ограничение в две, две с половиной или три минуты. Если игрок не успевает выбраться из комнаты по истечении срока, то становится пленником. Таймер почти никогда не предусматривался внутри комнаты, поэтому участник полагается на предупреждения ведущего и своих товарищей.
- Автоматическая блокировка. В играх с автоматической блокировкой участник может быть заблокирован, совершив ошибку: трижды вызвав сигнал тревоги (например, коснувшись препятствия или сделав неправильную догадку) или коснувшись пола, если правила это запрещают. Блокировка срабатывает мгновенно и независимо от того, был ли получен кристалл, и сколько времени прошло.
- Также есть комнаты, из которых нельзя выйти, не решив поставленную задачу (как правило, шар доступен сразу, но чтобы выйти, требуется разгадать головоломку).

Пленник не имеет права участвовать ни в последующих играх, ни в «хрустальном куполе», но капитан команды может принять решение освободить его ценой одного ранее выигранного хрустального шара (если запертым оказывается капитан, то решение о его освобождении принимает вице-капитан).
Выкуп пленённого игрока можно сделать в любое время, положив шар в его комнату. Если с момента пленения команда переходила в другую зону, выкуп показывался в виде путешествия одного из игроков назад сквозь лабиринт. Также выкупить пленника можно в финале (перед «Хрустальным куполом»). Однако выкуп не является обязательным, и команда может приступить к финальному испытанию без участия пленных игроков.

### Хрустальный купол
После прохождения всех секторов команда направляется к «Хрустальному куполу», который представляет собой 16-футовую (4,9 м) копию хрустального шара, окружённую 7-футовым рвом, пройти через который можно по разводному мосту шириной в 3 фута. Внутри купола находятся золотые и серебряные купоны размером с денежную банкноту, сделанные из фольги. В полу под проволочной сеткой вмонтированы шесть больших вентиляторов, расположенные на поворотной платформе. Чтобы команда попала в Купол, сначала поднимается мост надо рвом, а потом открывается одна из треугольных панелей Купола.
После того, как панель закрывается, ведущий просит включить вентиляторы, и купоны начинают кружиться в воздухе внутри Купола. Перед ведущим находится небольшая тумба с выемками для хрустальных шаров. Все выигранные шары помещаются в углубления и подсвечиваются, по истечении каждых пяти секунд один из них гаснет. Цель команды — ловить купоны и собирать их в пластиковый контейнер размером с кирпич, расположенный на уровне пояса на одной из панелей Купола. Контейнер имеет пневматически открываемую заслонку (маркированную красным крестом), которая открывается с началом отсчёта времени, и закрывается, когда время заканчивается.

### Победа
Чтобы выиграть, команда должна собрать не менее ста золотых купонов, при этом каждый взятый серебряный купон отнимает один золотой. Во втором сезоне количество собираемых купонов графически отображалось на телеэкране. В финальной сцене команда собирается перед Куполом, и ведущий объявлял результаты.
В первых сезонах финальный баланс, составляющий от 50 до 99 золотых купонов, давал команде утешительный приз, однако в последующих сезонах это было отменено. В специальных рождественских выпусках команды детей получали призы независимо от результата.
Призы, которые выигрывались командами, были либо индивидуальными (такие как, например, полёт на биплане Тайгер Мот или участие в гонках по пересечённой местности), либо, с 4 сезона, команды могли выбрать общий для всех приз.
Также игроки всех без исключения команд получали на память хрустальные шары, внутри которых была выгравирована фраза «Я взломал Хрустальный лабиринт 1990-5» («I Cracked the Crystal Maze 1990-5»). Только 17 из 83 команд (20 %) выиграли главный приз. Ещё 7 команд выиграли утешительный приз (который был только в первом сезоне).

## История
Первоначально у Chatsworth Television было намерение сделать британскую версию французской телеигры «Форт Байяр», и даже был выпущен пилотный выпуск с Ричардом О’Брайеном в роли ведущего. Но когда стало известно, что форт не будет доступен для съёмок вовремя, продюсер Малькольм Хейворт обсудил с автором «Форта» Жаком Антуаном создание альтернативного формата игры, которая бы проводилась в другом месте. Концепция была разработана «в течение двух дней». Как результат, шоу получилось совершенно другое, хотя оно и использовало концепцию «Форта Байяр», но существенно отличалось в подаче материала и стиле.
О’Брайен рассказал, что оригинальная концепция телеигры для продюсеров была «в некоторой степени схожа с „Подземельями и Драконами“». Поэтому, когда дело дошло до выбора ведущего, им был нужен «мастер подземелья», и имя О’Брайена было сразу «взято на вооружение». Он также отметил, что считает «Хрустальный лабиринт»  лучшим шоу, чем «Форт Байяр».
Телеигра снималась в очень больших студиях: сначала в павильоне H «Lee International Studios» (Шеппертон, Англия), а со второго сезона под съёмки был адаптирован самолётный ангар «Aces High Studio» на аэродроме Северного Уилда в Эссексе. Лабиринт был размером с два футбольных поля и стоил 250 тысяч фунтов стерлингов.
Когда контракт Channel 4 и Chatsworth Television истёк, продлевать его не стали, и съёмки завершились в конце 1995 года. Большая часть лабиринта простаивала в ангаре «Aces High Studio» до 1999 года, после чего была демонтирована, когда было принято окончательное решение не снимать новых сезонов. Игры превратились в мусор, но некоторые части были повторно использованы в других передачах.
Позднее, в 1998 году, телеканал Challenge TV купил права на все шесть сезонов и часто показывал «Хрустальный лабиринт» на протяжении последующих лет. Шоу быстро стало одним из самых популярных на канале. Показ возобновлялся также на канале Ftn. По состоянию на 2014 год передача продолжает транслироваться на Challenge TV.

## Признание и популярность
Шоу регулярно было самой высокой по популярности программой канала «Channel 4». В пик своей популярности количество зрителей превышало четыре миллиона. Показатели просмотров достигли максимума, когда специальный рождественский выпуск 1992 года посмотрело 5,9 миллиона человек.
Телеигра была трижды номинирована на премию BAFTA. Первая номинация состоялась в 1992 году за графическое оформление. Дальнейшие номинации последовали в 1993 и в 1994 году в категории «Лучшая программа для детей», за специальный рождественский выпуск. Пятый сезон телеигры был номинирован на премию Королевского телевизионного общества.
В 2006 и 2010 посетителями сайта UKGameshows.com шоу было признано «Самым лучшим игровым шоу Великобритании всех времён» и характеризуется как «амбициозное», «рискованное» и «полностью себя оправдывающее». Благодаря своей популярности оно было показано на «Channel 4» в сезон празднования его 25-летия, когда показывали самые популярные шоу канала за всё время его существования. Телеигра получила статус культовой, и немало преданных поклонников поддерживают кампанию по её возвращению.

### Культурные отсылки
Прямая отсылка к телеигре присутствует в художественном фильме Кортни Соломона «Подземелье драконов» (2000 год). В эпизодах данного фильма присутствует лабиринт с похожими испытаниями и головоломками, в котором главные герои пытаются заполучить красный рубин, а главу гильдии воров Сайлуса играет Ричард О’Брайен.

## Ведущие и персонажи
Ведущий всегда находится в центре внимания «Хрустального лабиринта», он ведёт команды между зонами, помогает в испытаниях, контролирует время в каждой игре и в Куполе и подводит конечный результат. Ведущий также довольно часто оказывает определённую помощь во время игры, если игрок потерял много времени (пытаясь понять игру или упорно делая ошибки), удерживая тем самым зрителей в напряжении.
Во время каждой игры игроки всегда толпятся вокруг окон комнаты, смотрят в мониторы и сосредотачиваются на игре. Это позволяет ведущему побродить рядом и произнести монолог в камеру, который игроки, скорее всего, не слышат. Обычно камера переключается с игровой комнаты на ведущего на короткое время, а затем обратно в комнату с комментариями ведущего, продолжающимися как голос за кадром. Данная техника не используется в каждой игре, но типична для шоу. Обращение напрямую к камере давало возможность ведущему более саркастически комментировать игру участника, чем когда он отпускал замечания, общаясь с остальной командой — возможность, которой пользовались оба ведущих. Иногда в лабиринте оказывается реквизит, который ведущий может использовать или рассказывать о нём, также присутствуют вымышленные «второстепенные истории», относящиеся к зонам лабиринта и его «обитателям».

### Ричард О'Брайен
Первоначальный ведущий, Ричард О'Брайен, привнёс очень индивидуальный и неповторимый стиль. Начинается всё с его внешности – он всегда носит длинное меховое манто (в первых двух сезонах леопардовое, в третьем и четвёртом – чёрно-белое) в паре с яркой рубашкой, брюками зауженного кроя и длинными, гладкими кожаными сапогами, в то время как его голова всегда начисто выбрита.
О'Брайен всегда широко приветствует, поощряет команды, поздравляет их с успехами. Как проводник лабиринта, он отражает то, что было описано как «заразительный… энтузиазмом и магической энергией», часто покрикивает на команды, чтобы те поспешили или догоняли. Со второго сезона он показал реальную заинтересованность поощрения игроков, чтобы те эффективно использовали каждую секунду своего времени – часто давая резко звучащие упреки игроку, если тот был медленным или нерешительным, или беспокоясь о выходящих из комнаты преждевременно, или к наблюдающему игроку, который кричал, что прошло много времени. Иногда он показывает видимое разочарование вместе с игроком для особо нестандартных попыток игры. Однако, О'Брайен также «часто представал независимо от процесса, гранича с невозмутимостью». Многие из его замечаний являются комичными «беззаботными колкостями в игроков». Также Ричард иногда делает тонкие шутки, связанные с самим шоу и его производством (например, забавные попытки скрыть, что оставшееся время и другая информация пришли через наушники). По британской онлайн энциклопедии «h2g2», «его импровизационных шуток и маленьких острот на глупости игроков было достаточно, чтобы держать Лабиринт собранным. Он удивительно фальшивит и привносит определённое количество театральности в шоу».
Один или два раза во многих сериях О'Брайен играет на губной гармошке во время игры, часто объявляя, что он собирается добавить «волнующей музыки». Он играет только один короткий и повторяющийся мотив сомнительного качества. Гораздо реже он «находит»  другой музыкальный инструмент в лабиринте, который использует, чтобы обеспечить более правдоподобную демонстрацию своих музыкальных талантов, и в редких случаях немного поёт.

#### Уход О'Брайена
О'Брайен объявил об уходе из Хрустального лабиринта после трансляции четвёртого сезона. На начало Рождественского специального выпуска 1993 года (предшествовавшего пятому сезону) О'Брайен появился в последний раз в течение короткого полутораминутного ролика, в котором он и «Мамзи» покидают лабиринт ради новой жизни с её другом Дуэйном.
О'Брайен говорил в последующих интервью, что время, в течение которого он принимал участие в шоу, было «хорошим» и «было очень весело». Однако в 1998 в интервью БиБиСи он подчеркнул, что «никогда не думал, что опущусь до такой специфической сферы», и это была только «отвлекающая форма второстепенной работы». Ричард пояснил, что после четырёх лет в качестве ведущего он думал: «Если я останусь здесь надолго, я не смогу быть в состоянии сделать что-нибудь ещё», предполагая, что работа над фильмом, над которым он работал в то время, остановилась бы, останься он в Хрустальном лабиринте. О'Брайен также сказал о своём уходе: «Я не хочу добраться до точки, где они сказали бы „до свидания‟ раньше, чем я. Шоу продолжалось в течение более двух или трёх лет, и всё начало тонуть, а мой авторитет гаснет, не так ли? Поэтому я ушёл».
В последующей статье, в газете «The Independent», О'Брайен пишет, что он был расстроен отношением канала «Channel 4» к шоу и к нему, как к талисману-ведущему. Несмотря на то, что Хрустальный Лабиринт был в топ-рейтинге у «Channel 4», О'Брайен заявил, что «они никогда не махали флагом для шоу и никогда не пытались добиться меня как персоны канала в той же сумасшедшей манере, как они ухаживали за Джонатаном Россом», вопреки тому, что рейтинги у шоу Росса были значительно ниже, чем у Хрустального лабиринта. По словам О'Брайена «Люди „Channel 4‟… должны были взять меня на борт в качестве жизнеспособной личности канала. И когда… я заканчивал Хрустальный лабиринт, они должны были спросить, нет ли чего-нибудь ещё, что они могли бы мне предложить».

### Эд Тьюдор-Пол
Вслед за уходом О'Брайена из лабиринта, на роль ведущего был представлен Эд Тьюдор-Пол из рок-группы «Tenpole Tudor».
Тьюдор-Пол выглядел по описаниям в григорианском стиле — сложная туника (голубая в пятом сезоне, красная — в шестом) вместе с пиджаком, грязно-белыми рукавами и брюками, и длинными чёрными сапогами, похожими на сапоги О'Брайена. Он признал, что продюсеры «старались изо всех сил, чтобы внедрить» его, и это «внедрение» позволило ему разрабатывать собственные костюмы, а также писать собственный экранный материал.
Его стиль ведущего шоу был так же энергичен, как и у О'Брайена. Атмосфера у Эда несколько менее обособлена, и больше симпатий направлено в сторону игроков, чем у Ричарда, обычно он сочувствует по поводу их неудач. Он часто прибегает к очень коротким интервью с игроками сразу после того, как они выходили из игровых комнат — один или два вопроса об их успехах или трудностях. Тьюдор-Пол ввёл в словарный оборот шоу элемент «путешествия во времени», часто используя бессмысленные слова, такие как «тригнификация» и «осмификация», чтобы описать «процесс» путешествия между зонами. Он часто делает вид, что не в состоянии вычислить, сколько секунд команда выиграла для Хрустального купола, ожидая, что игроки сами выкрикнут правильный ответ. По «h2g2», «бледный и выглядит немного измождённым, Эд Тьюдор-Пол окутал Хрустальный лабиринт тёмным и пугающим чувством».
После ухода из шоу, Тьюдор-Пол показал меньше заинтересованности в беседах о времени, проведённом в шоу, чем О'Брайен. Отвечая на вопросы о шоу во время интервью 2009 года для «DemonFM», он прокомментировал: «Вы должны иметь в виду, что я делал это в течение пяти недель около двенадцати лет назад» и показал, что он только однажды посмотрел полтора сезона готового шоу, «так что я не эксперт в этом». Вскоре после этого он резко перевёл тему разговора обратно о его музыкальной карьере с комментарием: «Честно говоря, я не пришёл в этот мир, чтобы вести игровые шоу».

### Мамзи
В период О'Брайена в качестве ведущего Хрустального лабиринта, самым известным персонажем (помимо самого ведущего) была Мамзи (называющая себя «Мадам Сандра» в своих более ранних выступлениях), добродушная гадалка, которую играет Сандра Кэрон. Она появляется только в средневековой зоне, говоря Ричарду «домой». Повторная интеллектуальная игра в средневековой зоне включает в себя получение вопросов-головоломок от Мамзи в её гостиной. В конце игры О'Брайен, как правило, немного с ней говорит, прежде чем уйти, иногда продолжая разговор, который был начат между эпизодами. В третьем сезоне сообщается, что Мамзи уехала в Братиславу, что огорчило О'Брайена, но его выручило временное проживание в Лабиринте тёти Сабрины — стареющей хиппи, которую также играет Сандра Кэрон, в целом аналогичным образом как и Мамзи. Мамзи «вернулась» в четвёртом сезоне.
О'Брайен подтвердил в интервью в 2013 году, что он «придумал Мамзи» сам. Гадалка задаёт загадки-головоломки — обычная концепция для игры от команды производства шоу на первые сезоны, О'Брайен «создал образ» персонажа, и они с Мамзи становятся постоянными ведущими на протяжении четырёх сезонов. Ричард почувствовал, что это «просто добавляет глупости и интриги» в шоу.

### Компьютер
В футуристической зоне О'Брайен пытается установить межличностные отношения с компьютером. В первом сезоне голос компьютера был мужской и настроен антагонистически к Ричарду. Во втором сезоне голос компьютера был женский и очень кокетливый. В третьем и четвёртом сезонах голос компьютера опять стал мужским. Голос третьего сезона был более глупым и/или рассеянным и говорил с глубоким тоном и с акцентом «кокни». Голос четвёртого сезона был более сложным, он был вовлечён в прогресс результатов команды. Тьюдор-Пол также флиртует с компьютером, голос которого опять стал с женским, и он звонит Барбаре. Он и Барбара были вместе в течение сорока пяти лет в 2250 году, когда она умерла. Барбара была учёным, и частью её работы стало внедрение своей души в компьютер.

### Остальные персонажи
В первом сезоне игрок-мужчина в одной из игр должен был найти принцессу в лабиринте и поцеловать её, чтобы та проснулась и отдала кристалл. В пятом сезоне охранник по имени Лэнс в средневековой зоне поручал игроку сделать «королевскую печать» и отдавал кристалл при успешном завершении задания. В шестом сезоне три охранника находились в игре-лабиринте в ацтекской зоне, и игрок должен был узнать у каждого из них словесной ключ о местонахождении кристалла.
Также было несколько персонажей, которые никогда не показывались. Мамзи имела дело с неким Ральфом, который является постоянным источником разговоров в первых двух сезонах. Когда Мамзи «возвращается» в четвёртом сезоне, на место Ральфа в её сердце приходит режиссёр фильма Новой эры Голливуда из Калифорнии по имени Дуэйн – он также никогда не показывается на экране. В течение четвёртого сезона О'Брайен даёт понять зрителям всё более и более ясно, что он не одобряет Дуэйна. Кульминация разворачивается в последнем для О'Брайена эпизоде, где происходит спор между ним и Мамзи о Дуэйне, заканчивающийся «слезами» Ричарда. Тьюдор-Пол часто упоминает невидимых спутников в лабиринте, таких как его лошадь Берт в средневековой зоне и кот Старбак, который выжил в тонущем корабле S.S. Atlantis (океаническая зона) и до сих пор живёт на судне.

## Производство шоу
Хрустальный лабиринт был одним из самых серьёзных и коммерчески успешных британских телевизионных игровых шоу. Значительная часть этого успеха была связана с необычно претенциозной и сложной конструкцией шоу, что создало ряд производственных проблем.

### Особенности декораций Хрустального лабиринта

#### Дизайн зон
После первого сезона перенос студии позволил зоне ацтеков увеличить свободное пространство, придав зоне большей открытости, а также была установлена тропическая диорама. Зона размещает двадцать две тонны песка и сорок пять тысяч литров воды, а также более половины растений являются настоящими.
Индустриальная зона дала операторам гораздо больше свободы по сравнению с другими зонами. В других зонах перемещение камеры может привести к появлению на экране крыши ангара, а в индустриальной это не имело значения, поскольку вписывается в оформление. Широкие краны для камер также значительно использовались в этой зоне, преимущественно для сцен вбегания по лестнице (в средневековую зону или из неё). Зона немного изменилась во втором сезоне и стала более просторной из-за увеличения свободного места и появившейся диорамы горизонта. Индустриальная зона была в то время единственной, которая имела два этажа.
В главном помещении океанической зоны был сделан интерьер под цвет клёна «птичий глаз» с аквариумами за окнами-иллюминаторами. Котельная обычно повторяет материалы промышленной зоны. На съёмках использовались настоящие водоросли, которые в течение долгого времени начали давать аутентичный запах. В пятом сезоне освещённые люстры были убраны, чтобы сделать корабль более похожим на покинутый, однако это сделало кают-компанию гораздо более скучной.
Средневековая зона прошла через многие небольшие изменения в течение шести сезонов, в том числе добавление обеденного стола О'Брайена. В одной из серий появлялись фиктивные портреты семьи О'Брайена. Доспехи «отца» О'Брайена также фигурируют в интерьере, как способ освобождения кристалла после успешного завершения игры «Экскалибур», в которой кристалл забирался из комнаты, прикреплённый к ручке меча. Вход в зону был также сильно изменён: добавились надгробия, статуи и изредка можно увидеть окрашенные диорамы, мелькающие в нескольких эпизодах третьего сезона.
Во втором сезоне второй коридор, ведущий в футуристическую зону из ацтекской был возвращён в Компьютерный зал (однако это не было показано, пока карта не была обновлена в четвёртом сезоне). Зона была несколько изменена кроме ярко-синего пола в Операторском зале в третьем сезоне.

#### Карта Хрустального лабиринта

Карта «Хрустального лабиринта» в 1-3 сезонах

Компьютеризированная трёхмерная схема Хрустального лабиринта отображается, когда команда путешествует по лабиринту. Карта является точной копией архитектурного плана лабиринта. Существовало две версии — первая была с первого по третий сезон, а вторая — с четвёртого по шестой с заменой индустриальной зоны на зону океан.
В первых трёх сезонах карта состоит из чёрного фона с зонами, образованными цветными линиями: промышленная — фиолетовыми, ацтеки — жёлтыми, футуристическая — синими, средневековая — зелёными, Хрустальный купол — белыми.
Текущая позиция команды в лабиринте показывается красной точкой, которая может быть расположена в разных местах, включая некоторые места в зонах, переходы между зонами или даже за пределами карты (в зоне ацтеков). Иногда точка вообще не показывается для зоны ацтеков. Хрустальный купол не имеет точки и просто увеличивается. Также, карта может показываться дважды для одной зоны, первый раз в переходе и второй раз в самой зоне.

Карта «Хрустального лабиринта» в 4-6 сезонах

В последних трёх сезонах карта состоит из разноцветного фона с зонами, оформленными в виде цветных панелей (с красными гранями): океан — синими, ацтеки — жёлтыми, футуристическая — серыми, средневековая — зелёными, Хрустальный купол — белыми с синей водой.
Текущее положение команды в лабиринте обозначается в стиле радарной позиционирующей системы. В отличие от карты первых трёх сезонов, локатор имеет фиксированную позицию в зонах и не ставится в переходах. Хрустальный купол также имеет этот локатор.
В обоих случаях карта увеличивается на каждой зоне и в Куполе. Угол при увеличении каждой зоны отличается: некоторые просто панорамируются, другие делают полную 180-градусную угловую развертку, чтобы показать зону с другой стороны. Всякий раз, когда карта увеличена, все остальные зоны и Купол отходят так, что отдельные комнаты и переходы можно было увидеть более чётко. При увеличении Купола показывается его передняя часть, для этого происходит очень крутое панорамирование. В шестом сезоне и в специальном рождественском выпуске 1992 года увеличение зон сопровождается звуковым эффектом. В первом сезоне также присутствует менее очевидный звуковой эффект в процессе увеличения зон, который немного похож на электронный шум. Кроме того, в первом сезоне карта часто показывается дважды в течение переходов между зонами: сначала красный маркер показывается в точке перехода и без масштабирования, а затем в центре зоны, и на этот раз карта увеличивается.

#### Игровые комнаты
Повторяющиеся особенности конструкции игровых комнат в каждой зоне следующие:
Зона ацтеков: у комнат деревянные двери, которые закрываются путём обматывания кусочка верёвки вокруг колышка, установленного в каменном блоке стены. Каждая дверь имеет прямоугольный вырез, накрытый мешковиной. Другие члены команды могут приподнять её, чтобы увидеть, что происходит в комнате. Другие комнаты имеют квадратные отверстия на верхних уровнях, игроки могут легко подняться на эти отверстия и заглянуть внутрь. Но для игрока внутри комнаты высота до отверстий является слишком высокой.
Индустриальная зона: двери здесь стальные, запирающиеся на защёлки. Окна отсутствуют, так что команде приходится смотреть, что происходит внутри, по телевизору, который расположен в центре зоны.
Зона океан: аккуратно оформленные двери из красного дерева, но их внешний вид зависит от их расположения на корабле. Они закрываются золотыми задвижками. Как и в индустриальной зоне, здесь нет возможности для товарищей по команде наблюдать за происходящим в комнате, так что игра наблюдается на мониторе.
Средневековая зона: большие металлические двери на самом деле сделаны из дерева, а затем окрашены в чёрный цвет. Большинство из них имеет панель, которую можно открыть, отодвинув ограждение, что позволяет увидеть внутренность комнаты. В комнатах также, как правило, имеются окна с металлическими решётками. Двери закрываются на защёлку.
Футуристическая зона: металлические двери без ручек и окон, которые открываются, когда ведущий вводит уникальный код на цифровой панели. Тем не менее, ведущему нужно нажать только на одну кнопку, чтобы выпустить игрока. Иногда ведущий вводит код ещё раз, чтобы закрыть комнату, когда игра была закончена. Как и в индустриальной зоне, товарищи по команде наблюдают за игроком по монитору.

#### Таймеры игровых комнат
Каждая комната имеет таймер (который расположен перед входом), который нужен ведущему, чтобы следить за временем в течение игры. Для каждой зоны использовались следующие таймеры:
Зона ацтеков: водяные часы, с зелёной водой, стекающей из трубки в стеклянную ёмкость с грубо отмеченными линиями.
Футуристическая зона: яркие цифровые таймеры обратного отсчёта (#: ##) с красной кнопкой пуска и чёрной кнопкой останова.
Средневековая зона: старомодные деревянные песочные часы, часто покрытые паутиной, находящиеся в специальном держателе в стене.
Индустриальная зона: механический таймер в индустриальном стиле с минутными и секундными стрелками.
Зона океана: часы в изысканном стиле начала двадцатого века с римскими цифрами.

#### Вход в лабиринт
Когда команда входит в Хрустальный лабиринт, она должна преодолеть препятствия, чтобы войти в первую зону. Ведущие предполагают, что из-за неспособности выполнить испытание команда будет не в состоянии войти в лабиринт. Иногда ведущие шутят, что травмы или гибель от невидимых угроз повлияет на «несчастных» членов команды, например, соперничающие племена съедят всех, кто не смог войти в зону ацтеков. Но командам предоставляют достаточно времени и неограниченные возможности для выполнения этой задачи. Ведущий даже помогает им, давая прямые указания. Никто из участников никогда не проигрывал эти вступительные испытания. В любом случае, вся группа собирается снова в центре зоны. Этими испытаниями были:
Зона ацтеков: пересечь реку в двух каноэ, капитан и вице-капитан идут в отдельных лодках по настоянию ведущего, в случае, если одна из лодок «потонет», однако эта инструкция иногда игнорируется. Ричард или Эд обычно путешествуют в лодке с вице-капитаном. Команды должны развязать лодки от одного причала, а затем привязать их к причалу на другом. В нескольких редких случаях ведущий предлагает реальную помощь.
Средневековая зона: открытие больших дверей, а затем открытие или перелезание через герсу. Регулярно после первых двух сезонов она поднималась. Иногда герса была тяжёлой на подъём или не двигалась вообще, когда были использованы цепи. Если она сдвигалась, то всегда «застревала», заставляя команду лезть под ней или по ней. Неизвестно, была ли герса неисправной, или продюсер мог принять решение оставить цепи как отвлекающий манёвр.
Футуристическая зона: ответ на вопрос, заданный компьютером. Вопрос, как правило, является математическим уравнением, но иногда может быть об исторических событиях или из сферы общих знаний. Если команда ответила на вопрос неправильно, компьютер задаёт другой вопрос, но такого никогда не было.
Промышленная зона: перелезть через бочки с нефтью и проволочную сетку в отверстие над дверью, и/или открыть ворота или дверь ключом.
Зона океана: стянуть (или в поздних сезонах убрать) металлическую решётку и спуститься по верёвочной лестнице в машинное отделение.
Каждый эпизод первых четырёх сезонов начинается со свистка ведущего Ричарда О'Брайена. В двух последних сезонах новый ведущий Эд Тьюдор-Пол использует другой свисток, но эпизод иногда начинается с особого звука; он звонит в колокол в средневековой зоне, дует в раковину в зоне ацтеков, выключает сигнал тревоги в футуристической зоне (после ответа на вопрос), и включает туманный горн в зоне океана.

#### Перемещение между зонами
Когда команда закончила играть в одной из зон, она должна преодолеть препятствия, чтобы оказаться в следующей зоне. Полное «путешествие» показывают только при перемещении в третий сектор (в каждом эпизоде), во время остальных перемещений показывают рекламу. В течение перемещения играет изменённая главная музыкальная тема, что делает «путешествие» более энергичным.
- между ацтеками и индустриальной: проползти по длинному и извилистому Z-профилированному туннелю. Перемещение от одного конца до другого часто занимает много времени. Кроме того, в одном месте туннель раздваивается, один из ходов ведёт в тупик, в который иногда попадают игроки. Также в некоторых местах туннель перекрыт короткими дугообразными сегментами, через которые надо перелезть.
- из ацтеков в океан: пройти по камням, залезть в пещерный тоннель, спуститься по короткой лестнице в комнату, полную оборудования корабля, проползти через туннель и вытолкнуть решётку под лестницей в кают-компании.
- из индустриальной в средневековую: подняться по стремянке или по лестнице;

первый сезон: обойти ущелье (по тонкой доске или по крутящемуся бревну);

второй и третий сезон: пересечь ущелье по полу из верёвочной сетки;

затем спуститься по лестнице.
- из океана в средневековую: подняться по стремянке, проползти через небольшой люк, затем через туннель и спуститься по лестнице.
- между средневековой и футуристической: первый сезон: пересечь бурлящее болото;

второй сезон: пройти по канату, держась за второй параллельный канат, находящийся на уровне головы, и пересечь бурлящее болото;

третий и четвёртый сезон: пройти по бревну через воду;

пятый и шестой сезон: пройти по бревну через воду (теперь по бокам выступают колья).
- между футуристической и ацтеками: подняться на подъёмной платформе, (один раз по лестнице, когда платформа не работала);

первый сезон: спуститься по ступенчатой стене;
остальные сезоны: спуститься по ступенчатой стене по лозе.
Участники могут двигаться из сектора в сектор только по часовой или против часовой стрелки. Перемещаться по диагонали через лабиринт нельзя, так как в этом случае путь будет лежать через Хрустальный купол.

#### Перемещение из последнего сектора в Купол
Несмотря на то, что перемещение из финальной зоны в Купол никогда полностью не показывается, команда всегда покидает сектор по особому маршруту. Пути иногда не имеют географической близости с Куполом (в большинстве случаев они выводят за край Лабиринта). В первых сезонах выход к куполу не был конкретным и изменялся в зависимости от того, в какой зоне находилась команда. Однако в последующих сезонах проходы, как правило, оставались теми же.
- Ацтеки: команда минует колонну по направлению к реке, которая проплывается при входе в Лабиринт.
- Индустриальная: в первом сезоне команда поднимается по лестнице к средневековой зоне. Во втором и третьем сезонах команда проходит мимо тоннеля, ведущего к зоне ацтеков. Единственное место, где в этой зоне видно ночное небо (на самом деле это окрашенная круговая панорама на стене съёмочного павильона).
- Океан: В четвёртом и пятом сезонах маршрут всегда разный. Иногда используется лестница в машинном отделении, а иногда в кают-компании. В шестом сезоне команда выходит через дверь в котельной (рядом с цилиндрической камерой), из-за которой просачивается яркий свет и туман. Это один из двух путей, которые теоретически могут быть расположены рядом с Куполом.
- Средневековая: В первых четырёх сезонах команда в большинстве случаев выходит через вход зоны и только в некоторых случаях — через дверь рядом с футуристической зоной, за которой просачивается туман и яркие огни. В двух последних сезонах команда всегда выходит через дверь.
- Футуристическая: В первых четырёх сезонах команда выходит через дверь, которая является входом в зону (это второй путь рядом с Куполом). В двух последних сезонах команда уходит через дверь, расположенную в новом коридоре, построенном на другой стороне подъёмника. Новый коридор впервые появился в третьем сезоне. Команда выходит в яркий свет и туман.

#### Хрустальный купол
В первых сезонах изначально планировалось предложить азартную игру «удвоение или ничего» командам, выигравшим от 50 до 99 золотых купонов. Команда, согласившаяся участвовать, должна была собрать из недостающих деталей небольшую «каркасную» модель Хрустального купола за ограниченное время. Тем не менее, эта идея была отброшена незадолго до съёмок первого сезона.
После долгих экспериментов со множеством различных видов фольги производственная группа нашла только один, который «работал» должным образом без оседания на пол, прилипания к вершине или панелям Купола. К сожалению, данный материал изготовлен исключительно из серебра, так что золотые купоны фактически тоже серебряные, но дополнительно покрыты золотым напылением.
Пропорция серебряных купонов по отношению к золотым составляет пять к четырём (625 серебряных и 500 золотых). Золотые купоны ловить сложнее, чем серебряные, так как золотое покрытие заставляет их разлетаться дальше серебряных, а также имеет тенденцию отслаиваться, хотя ни одна из этих деталей не была очевидна для зрителя. Из-за формы и размера Купола каждый звук внутри него (в том числе голоса игроков), казалось, исходит из одной точки примерно в десяти футах над сеточным полом, и прямо над его центром. Это дезориентирует игроков.

### Другие элементы дизайна шоу

#### Одежда игроков
Игроки не носят обычную одежду. В первом сезоне команда носила свитеры и белые брюки. Во втором сезоне — жилеты и спортивные брюки. В третьем и четвёртом — комбинезоны. В пятом сезоне первые трое игроков носили куртки, а вторые трое — чёрные жилеты. В шестом сезоне двое мужчин и две женщины носили куртки, а остальные — чёрные жилеты. В пятом и шестом сезоне мужчины были одеты в чёрные брюки карго, в то время как на женщинах были чёрные вельветовые брюки. В пятом и шестом сезонах игроки также носили именные нашивки и цветные значки, обозначающие зону, в которой они впервые вошли в лабиринт (это помогало производственной команде; для зоны ацтеков — жёлтый, футуристической — белый, средневековой — зелёный, океана — голубой), а также капитан и вице-капитан носили дополнительные идентификационные красные значки.

#### Конструирование игр
Не все игры, в которые играли команды, были разработаны производственным отделом игры. В первом сезоне многие игры были придуманы обществом «Mensa» — организацией людей с высоким интеллектом. Игры в последующих сезонах были разработаны бывшими игроками шоу, консультантами телевизионной индустрии и несколькими зрителями, которые решили предложить свои идеи. Гейм-дизайнеры платили сто фунтов за игру и упоминали автора в титрах эпизода, в котором игра была использована. Игры и спецэффекты были сделаны компанией «Artem».
Каждый сезон имеет своё собственное портфолио – 37 различных игр сделано в первом сезоне (в нём не было специального рождественского выпуска), а затем 46–49 игр в каждом последующем сезоне. Поэтому некоторые игры становятся знакомы постоянным зрителям в течение каждого из сезонов, но не появляются на каждом шоу. Официального конструирования степеней сложности игр не было, хотя ведущий иногда неявно признавал, что некоторые игры были значительно легче выиграть, чем другие.
В то время как оригинальность в разработке многих игр прослеживалась в течение всего существования шоу, некоторые игры в последних сезонах всегда были «вариациями на тему» игр первых сезонов. Несколько игр были знакомыми коммерчески доступными детскими играми и/или ярмарочными играми, в том числе «KerPlunk» и «Downfall», «shaky hand testers» и раздвижные пазлы. Конструкции игр, как правило, становятся более сложными в поздних сезонах.
В первых четырёх сезонах общее количество игр, которые команда «успевала» сыграть, обойдя все четыре зоны лабиринта, варьировалось от четырнадцати до шестнадцати. В результате Ричард О'Брайен часто поощряет команды переходить между зонами быстро, как только можно, с комментариями вроде «Это ваше время». В пятом и шестом сезоне количество игр за эпизод было сокращено до постоянных тринадцати, несмотря на отсутствие существенных изменений в продолжительности шоу.
Небольшое количество игр на шоу «сломало шаблон» о том, что зрители привыкли считать «нормальными» чертами игры:
- Только одна игра имела живого противника – игра «Квазар» в футуристической зоне. В ней надо было застрелить робота, который отстреливался. Игрок и робот имели по четыре жизни.
- Изредка игрок получал кристалл до завершения задачи. Взятие кристалла активировало закрытие двери до тех пор, пока загадка не была решена.
- В одной игре товарищи по команде (которые находятся вне комнаты) больше отвечают за успех, чем сам игрок – игра «Виртуальная реальность». Здесь требуется точное перемещение по генерируемому компьютером лабиринту, который виден только на мониторе вне комнаты. Члены команды кричат направление движения игроку в комнату.
- Иногда ошибки игрока могут отменить предыдущие достижения игры. Например, шарики, пропущенные в «Пинболе» и в «Плинко», попадали в корзину, которая служила противовесом корзине с «выигрышными» шариками. Результат с более чем четырьмя выигрышными шариками высвобождал кристалл. Аналогичным образом в некоторых последующих эпизодах в футуристической зоне была игра, где участник взаимодействует с большой металлической платформой (по аналогии с доктором Кто Далеком Ховербаутом) с большим глобусом-установкой посередине (глобус необходим, чтобы продвигать игрока по кругу), и игрок должен продвигать себя по комнате; цель игры – сбить пять зелёных целей, используя платформу для того, чтобы освободить кристалл и выйти за три минуты. Тем не менее, пол также имел несколько красных целей, которые отменяли сбитые зелёные цели. В определённый момент это правило было изменено, и для освобождения кристалла теперь требовалось три зелёных цели, а пять – для выхода из комнаты.

### Съёмки

#### Выбор игры и игрока
В первых сезонах выбор игры и игрока капитаном был подлинным, однако в более поздних сезонах он стал исходить от производственной команды, и иногда ей приходилось спорить с игроками. Это позволило подбирать игры для наиболее подходящих игроков, и не рисковать капитану выбором неподходящего человека, который сделал бы игру скучной или неинтересной для зрителей.

#### Задержки во время съёмок
Хотя это не было заметно, в последних сезонах происходила длительная задержка (пятнадцать и более минут) между тем, как игрок входил в игровую комнату и тем, как игра начиналась. Это объясняется тем, что шоу снималось с использованием только двух мобильных камер. Как только игрок заходил в комнату, съёмки останавливались, и одна из камер устанавливалась внутри комнаты. В первых сезонах съёмки внутри игровых комнат производились как подготовительные на второй день съёмок, так что в первый день игры были сняты с небольшой задержкой. В первых сезонах другие игроки оставались в игровой зоне, однако в последних они иногда отправлялись в «зелёную комнату» (зону отдыха) во время процесса. Кадры, в которых игрок смотрел в камеру во время игры, также вырезались из шоу.
Время, которое требовалось игроку, чтобы совершить путешествие по лабиринту для выкупа запертого игрока в предыдущих зонах, было очень коротким по сравнению с задержками съёмок между играми (и запертый игрок обычно ждал в комнате отдыха, а не в игровой комнате). Поэтому такие временные игровые действия, как например спасения, казалось, происходили по сценарию. В нескольких эпизодах было заявлено, что если игроки не успеют вернуться к команде, они оба не будут участвовать в Хрустальном куполе, однако эта опасность на самом деле не существовала.

#### Контроль времени
Часы всех игровых комнат были фиктивными. Видео с вырезанными моментами, опубликованное на YouTube командой производства, содержит их звуковой канал, который доказывает, что ведущий получал временные отметки через наушник от ассистента режиссёра. Эти отметки были нерегулярными, поэтому, когда команда спрашивала ведущего, сколько времени осталось, часто поначалу он имел лишь смутное представление, прежде чем после долгих колебаний вдруг кричал, например, «Осталась одна минута!».
Это не мешало ведущим читать таймеры с искусной беспечностью (особенно водяные и песочные), для того, чтобы соблюдать видимость (иногда несколько саркастически) их реальности. В одном эпизоде Ричард О'Брайен выступил с импровизированным монологом о том, как он тщательно изучал тонкое искусство чтения водяных часов, но всё-таки это было так сложно, что он озадачивается (на самом деле ждёт следующей отметки в свой наушник) чтением часов только в начале. «Современные» таймеры (в промышленной, футуристической и зоне океана), вполне читаемые игроками, а также ведущим, регулярно им не используются.

#### Съёмки в Хрустальном куполе
Команда производства просила каждую команду игроков сняться в Хрустальном куполе дважды. Хотя вентиляторы в полу и создавали вихрь из купонов, к сожалению, всегда большое их количество быстро снова оседала на полу по краям Купола, в недоступном для вентиляторов месте. Это означало, что игроки проводили непропорционально большое количество времени, собирая купоны на коленях по углам, что было расценено, как неинтересный видеоряд. Во второй «фиктивной» съёмке игроков просили прыгать и захватывать летающие купоны из воздуха. Эпизоды с обеих записей были сведены вместе как можно более незаметно для готовой трансляции.

#### Производственные сроки
Каждый сезон требовал три месяца подготовки, пять недель съёмок и четыре месяца редактирования.

## Музыкальная композиция
Музыкальная композиция Хрустального лабиринта написана Заком Лоуренсом (Zack Laurence) и названа «Силовое поле» (Force Field). Зак Лоуренс также написал композиции для других игровых шоу Чартсворт Телевижн, таких как «Охота за сокровищами» (Treasure Hunt) и «Перехватчик» (Interceptor).

## Коммерческие репродукции и товары

### Коммерческие репродукции
Аттракцион Кибердром «Хрустальный лабиринт» обычно находился в крупных боулинг-центрах и видеогалереях Великобритании. Это давало фанатам возможность играть в Лабиринт в компьютеризированной форме. Были некоторые отличия от самого шоу, например, не было выбора категории игры, и не было запираний (в случае опоздания к выходу команда автоматически лишалась кристалла). Пять из шести Кибердромов находились в Великобритании: «Sandcastle Water Park» (Блэкпул), «Oakwood Theme Park» (Нэрберт), «Southampton Megabowl» (Саутгемптон), «Coventry Megabowl» (Ковентри), «Magnet Leisure Centre» (Мейденхед) и «Canaston Bowl» (Нэрберт; прекратил свою деятельность в июне 2010 года), шестой — в Японии.
В крытом тематическом парке «Encounter Zone» в торгово-развлекательном комплексе «Wafi Mall» в Дубае ранее существовал аттракцион «Хрустальный лабиринт», созданный под влиянием оригинального шоу. Открытый с остальной частью тематического парка, аттракцион был построен в период популярности шоу в ОАЭ после его показа на ныне несуществующем местном телеканале «Channel 33».
В настоящее время многие компании предлагают тимбилдинг в стиле Хрустального лабиринта. Некоторые из них разработали надувной хрустальный купол, который может вместить внутри всю команду. Также в «Angel Centre» в Тонбридже есть аттракцион для детей в возрасте от пяти до двенадцати лет.

### Книги
«Crystal Maze Adventure Gamebook» (1991, авторы Дэйв Моррис и Джейми Томпсон, издательство «Mammoth»).

Книга-игра. В 2090 году команда из четырёх человек попадает в высоко реалистичную копию Хрустального Лабиринта, полного загадок, в котором используются голограммы, роботы и компьютерная графика.

### Игровые автоматы
«Chatsworth Television» лицензировала ряд популярных игровых автоматов, основанных на телевизионном шоу, которые делала компания «Barcrest», а сейчас «JPM». В 2009 году компания «Cool Games» сделала 3D-видеоверсию, в которой используется технология сенсорного экрана. Игра получила широкое распространение в Великобритании и остаётся одной из самых популярных на игровых автоматах.

### Видеоигры
Компьютерная игра на основе «Хрустального лабиринта» была разработана компанией «Digital Jellyfish Design» и издана компанией «Sherston Software» в 1993 году для операционной системы RISC на компьютерах «Acorn Archimedes» и впоследствии для ПК.
Игра для мобильных телефонов была разработана компанией «Dynamo Games» в 2008 году, позднее для iOS в 2010. Она содержит большинство игр из сезона 1993 года.

### Настольная игра
В 1991 году по мотивам шоу была сделана настольная игра «Хрустальный лабиринт» (автор Дэвид Скуи, издатель Милтон Брэдли), но в основе концепции лежит конкуренция между игроками, в отличие от кооперативного стиля в телевизионной программе.

### Сборник видео в формате VHS
В 1994 году компанией «Wienerworld Presentation» был выпущен сборник «The Best of The Crystal Maze» на видеокассетах, в котором включены три эпизода: рождественские специальные выпуски 1992 и 1993 года, а также одна серия из четвёртого сезона. В сборнике также есть видео, в котором О'Брайен и Мамзи покидают лабиринт.

## Передачи
Оригинальные сезоны
| Сезоны | Начало сезона   | Конец Сезона    | Кол-во эпизодов | Ведущий         |
| ------ | --------------- | --------------- | --------------- | --------------- |
| 1      | 15 февраля 1990 | 10 мая 1990     | 13              | Ричард О’Брайен |
| 2      | 21 марта 1991   | 13 июня 1991    | 13              | Ричард О’Брайен |
| 3      | 23 апреля 1992  | 16 июля 1992    | 13              | Ричард О’Брайен |
| 4      | 1 апреля 1993   | 24 июня 1993    | 13              | Ричард О’Брайен |
| 5      | 12 мая 1994     | 4 августа 1994  | 13              | Эд Тьюдор-Пол   |
| 6      | 18 мая 1995     | 10 августа 1995 | 13              | Эд Тьюдор-Пол   |
| 7      | 23 июня 2017    | 13 октября 2017 | 12              | Ричард Аойади   |
| 8      | 15 апреля 2018  | 6 мая 2018      | 4               | Ричард Аойади   |
| 9      | 8 июня 2018     | 6 июля 2018     | 5               | Ричард Аойади   |
| 10     | 20 июля 2018    | 24 августа 2018 | 6               | Ричард Аойади   |
| 11     | 21 июня 2019    | 26 июля 2019    | 6               | Ричард Аойади   |

Специальные и рождественские выпуски
| Дата            | Ведущий                                 |
| --------------- | --------------------------------------- |
| 1 января 1991   | Ричард О’Брайен                         |
| 24 декабря 1991 | Ричард О’Брайен                         |
| 27 декабря 1992 | Ричард О’Брайен                         |
| 24 декабря 1993 | Эд Тьюдор-Пол                           |
| 24 декабря 1994 | Эд Тьюдор-Пол (брифинг Ричард О’Брайен) |
| 16 октября 2016 | Стивен Мерчант                          |
| 14 декабря 2017 | Ричард Айоади                           |
| 26 декабря 2018 | Ричард Айоади                           |